# Битка при Костурино
Битката при Костурино е битка през Първата световна война между български части и френски и британски съглашенски части, разиграла се край струмишкото село Костурино, Вардарска Македония, между 6 – 12 декември 1915 година. Битката се провежда в ранните етапи на Солунската кампания на Балканския театър. На 6 декември българските войски атакуват френсксите и британски укрепления в Костурино, по това време част от Кралство Сърбия. Въпреки че първоначалното настъпление е овладяно, на 8 декември български части успяват да проникнат в пролома Мемешли. След това българите превземат връх Сиври (Крийт Симонет), като по този начин заплашват да обградят съюзниците. Поражението на Антантата при Костурино води до пълното изтегляне на съглашенските сили от Сърбия и Антантата се съсредоточава върху укрепването на отбраната си в Гърция.

## Предистория
След намесата на България в Първата световна война на 1 октомври 1915 година, дебаркиралите в Солун френски и британски дивизии тръгват на север в помощ на сръбската армия под съвместното командване на френския генерал Морис Сарай и британския генерал Брайън Меън. На 20 октомври френските дивизии достигат Криволак на река Вардар, а британците окупират стратегически важния район между Костуринския проход, Вардар и Дойранското езеро. Това настъпление подпомага отстъплението на сръбската армия, тъй като се налага българите да съсредоточат по-големи сили на южния си фланг, за да се справят с евентуален англо-френски пробив. Френското командване разбира за българското присъствие в прохода Бабуна между Велес и Битоля и се опитва да достигне сръбска част, разположена северозападно от прохода. Това води до битката при Криволак, която продължава между 5 и 19 ноември 1915 година. Французите забавят българското настъпление, като по този начин позволяват на по-голямата част от сърбите да се изтеглят, но българите запазват доминиращия връх Архангел западно от Градско, принуждавайки Сарай да започне отстъпление към Солун.

## Разположение на силите
Български части изтласкват съглашенците от селата Костурино и Орманли, но ги напускат. Съглашенските части обаче не се връщат в тях, а усилват позициите си и обстрелват българските. В нощта на 20 срещу 21 ноември 10-а ирландска дивизия поема от френски части линията, минаваща по Костуринския рид (Караул тепе), който се простира на югоизток от Костурино към Дойранското езеро. Британците трябва да задържат позицията достатъчно дълго, за да попречат на българите да отрежат линията за изтегляне на 122-ра и 57-а френска дивизия от Криволак и Черна по долината на Вардар.
Защитната линия по Костуринския рид не е стабилна. Скалистата земя ограничава дълбочината на окопите до около 2 фута (600 mm), като по този начин не дава на ирландците добра защита от артилерийски и картечен огън от близките планини, заети от български части. Освен това на по-малко от километър пред позицията им има самотен скалист хълм, който британците наричат Роки Пийк. Хълмът гледа към към Костуринския рид и от него могат да се прострелват и двата края на ирландската позиция. Лишаване на българите от достъп до
Роки Пийк е от съществено значение, ако британците искат да одържат Костуринския рид. Така, с риск да бъдат отрязани, отряд от 5-ти батальон Кралски ирландски стрелци е изпратен да заеме Роки Пийк.
Британските сили се натъкват само на малки групи български дезертьори, които ги информират, че Втора българска армия под командването на генерал Георги Тодоров е получила подкрепление при Струмица. На 26 ноември 1915 година времето се обръща и пороен дъжд, последван от виелица, падане на температурите до -22° градуса под нулата прави и без това стръмния терен непроходим. Пороят продължава до 3 декември, като намокря съглашенските войници до кожа и унищожава шинелите им. Общо 23 офицери и 1663 войници са евакуирани обратно в Солун поради измръзване и изтощение, което намалява боеспособността на 10-та ирландска дивизия. Ефективността на дивизията е и принципно ниска, тъй като повечето от нейните войници са наскоро пристигнали, събрани от различни части на британската армия.
Лявата част на ирландската линия, наречена Доли Маунт (Мемешлийски връх, 624 m), се държи от 30-та бригада, а дясната, наречен Брейхед от 31-а бригада. 29-а бригада е в резерв. На 29 ноември на 5-и батальон Конотски рейнджъри и 10-ти Кралски хемпширски полк на
на 29-а бригада е наредено да смени 7-и батальон Кралски дъблински стрелци и 6-и батальон Кралски мюнстерски стрелци от 30-а бригада, за да се стоплят. За да се осъществи по-лесно планираното за 11 декември отстъпление към Солун е заповядано несъществените материали, като одеала и кожени панталони да се изпратят в тила.
На 26 ноември френските сили, които преди това са били в контакт с британците при дерето Каяли, започват евакуация, излагайки опасно левия фланг на 10-та ирландска дивизия. Очаквайки Гърция да остане неутрална, България разполага със 120 батальона срещу 50-те на съюзниците. Сутринта на 4 декември българите пресичат с понтонни мостове река Черна и бързо превземат Битоля.

## Битка
На 4 декември 1915 година българските части започват артилерийски обстрел на британските позиции по Костуринския рид (Караул тепе). Артилерийската подготовка продължава до 6 декември, когато е усилена и достига своя връх в 14:30 часа, като се съсредоточава върху позицията Роки Пийк южно от Орманли, която е държана от Конотските рейнджъри. Половин час по-късно малки български отряди правят опит да си проправят път надолу по билото пред британския окоп, преди да бъдат спрени на 55 m. Българите за кратко овладяват Роки Пийк, но Кралските ирландски стрелци да ги отблъснат в ръкопашен бой. Привечер Роки Пийк е подсилен от половин рота и една картечница. 6-и батальон Кралски дъблински стрелци е прехвърлен в Каяли, с още три роти, насочени към Хасанли.
Преди зазоряване на 7 декември българите се възползват от гъстата мъгла, която покрива бойното поле, прокрадват се до Роки Пийк и връхлитат противника с атака на нож. Защитниците отстъпват надолу по склона. Българските части бързо качват на върха картечница, насочена срещу 30-та британска бригада на югоизток с подкрепата на планинска артилерия. Между 9:00 и 10:00 сутринта Конотските рейнджъри отблъскват пехотна атака срещу тяхната позиция на Доли Маунт. Отблъсната е и паралелна атака срещу френската част от фронта. В 14:00 часа четири роти от Хемпширския полк се връщат обратно към височината с условното английско име Крийт Симонет (Сиври), след като попадат под флангов обстрел. Последваща атака срещу Конотските рейнджъри ги изтласква от окопите им и ги принуждава да се съберат в Дедели заедно с хемпширците. Отляво Кралските мюнстерски стрелци удържат позициите си, но при получаване на новините за оттеглянето на Конотските рейнджъри, те също се оттеглят в Дедели, където се установява щабът на дивизията. 31-а британска бригада изоставя Пръстен и се оттегля на по-високи позиции в Татарли. По искане на генерал Меън 65-та британска бригада е изпратена в Дойран. Френският генерал Морис Баю също изпраща в Татарли планинска батарея и два батальона. В същото време френският ариергард дава сражения по двата бряга на река Вардар, докато се оттегля към Фурка.
Сутринта на 8 декември френската планинска артилерия спира българска атака на границата между 156-а френска дивизия и британските позиции. В 11:00 сутринта българите подновяват атаката си срещу височината Крийт Ривет (Сак баир), разположена северно пред Крийт Симонет (Сиври), като са отблъснати две атаки. Въпреки това, трите роти, заемащи позицията, се оттеглят, защото губят 64 души. В 15:30 часа британското командване получава доклад, който показва, че българските войски са проникнали в дерето Мемешли в опит да ударят десния фланг на 31-ва британска бригада, като същевременно са проникнали между 5-ти и 6-ти батальон на Кралските инискилингски стрелци в центъра. На 31-ва и 30-та британска бригада незабавно е наредено да се върнат съответно към Чаушли и Дедели. В 17:45 часа българската армия превзема Крийт Симонет (Сиври), като пленява десет артилерийски оръдия и празнува победата си с гърмежи и изстрелване на ракети. В 2:00 часа сутринта на 9 декември 156-та френска дивизия се придвижва до долината на Боймия, след като отблъсква българска атака и убива 400 българи. На 10 декември незначителните сблъсъци продължават, като български отряди тормозят отстъпващите съюзници.
В 13:00 часа на 11 декември 11-а пехотна македонска дивизия на Българската армия превзема Богданци, прекъсва местната телефонна линия и пленява склад за боеприпаси. Съюзниците избират гара Дойран като своя нова цел в подготовка за пълна евакуация към Солун. Въпреки това, 9-ти кралски полк остава изолиран от останалите съюзници, като започва изтеглянето си едва в 00:45 сутринта на 12 декември. Един час по-късно полкът се натъква на батальон войници, почиващи край пътя, осъзнавайки със закъснение, че са българи. Последвалата щикова атака води до смъртта или пленяването на 122 британски войници. До вечерта на същия ден евакуацията на войските на Антантата в Гърция е завършена, като 10-а британска и 57-а, 122-ра и 156-а френска дивизия преминават сръбско-гръцката граница. Гръцките граничари уверяват съюзниците, че ще се противопоставят на всеки опит на българите да премине границата. Съюзнически шпионин по-късно потвърждава, че българите нямат намерение да нарушават границата, и спират на 2 km от нея.
Битката при Костурино и последвалата евакуация на съюзниците водят до 1209 британски жертви, включително 99 убити, 386 ранени, 724 изчезнали и 10 артилерийски оръдия. Френските загуби възлизат на 1804 убити, ранени или изчезнали, заедно с 12 картечници и 36 вагона с боеприпаси. Броят на българските загуби по време на битката се оценява като много по-голям от този на съюзниците, с най-малко 400 убити на 9 декември.